# Flugplatz Stockerau

i7
i11
i13

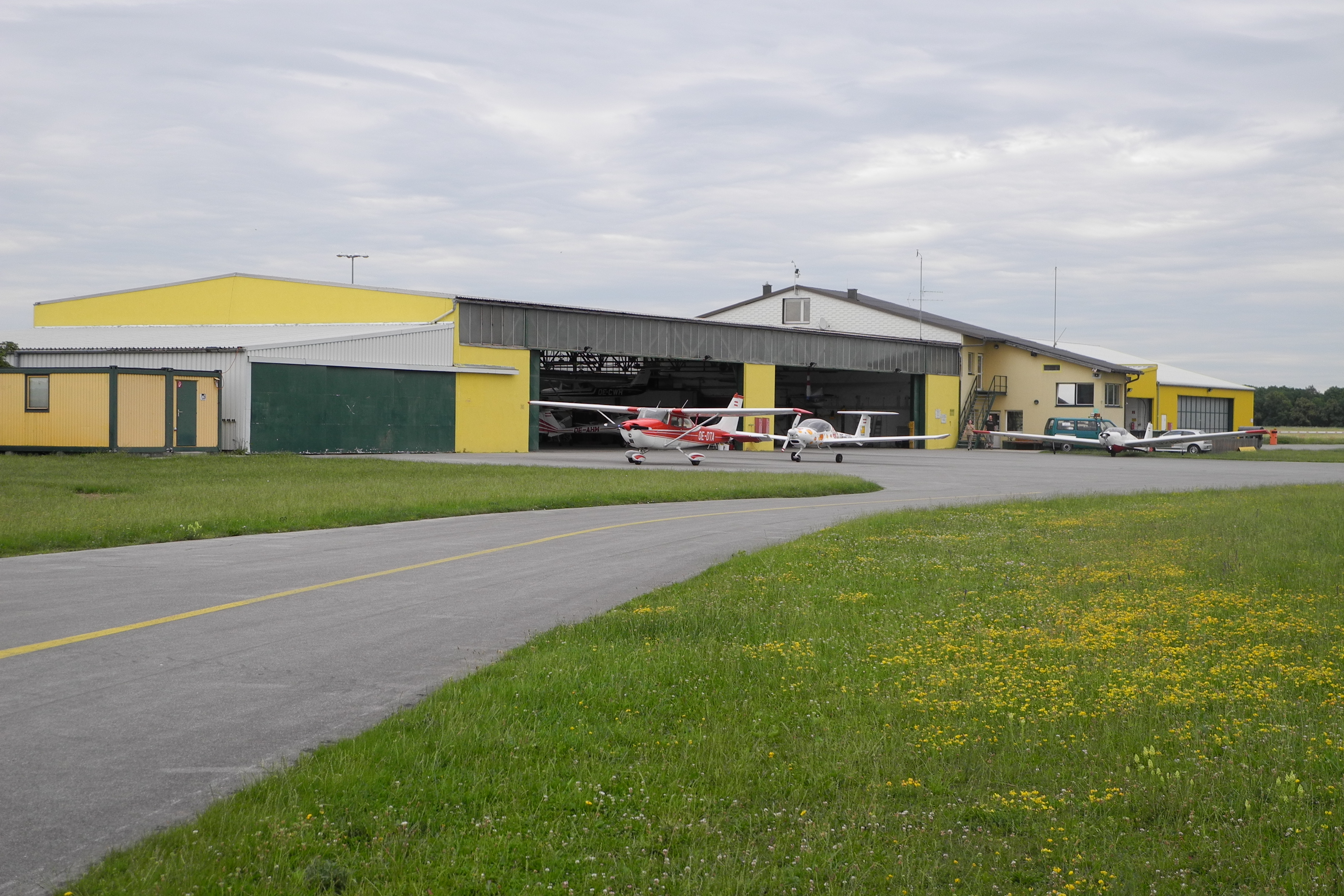
Hangars am Flugplatz Stockerau

Der Flugplatz Stockerau (ICAO-Code: LOAU) ist ein Flugplatz in Stockerau, Niederösterreich. Der Flugplatz wurde 1978 eröffnet. Damals baute der FSV2000, der ansässige Flugsportverein, einen Teil des alten Truppenübungsplatzes Senning in einen modernen Flugplatz um. In den letzten zwei Jahrzehnten fand eine kontinuierliche Verbesserung der Infrastruktur des Flugplatzes statt. So verfügt der Flugplatz Stockerau über eine 800 Meter lange Asphaltpiste, drei Hangars, ein Betriebsgebäude, eine Werkstätte für den hauseigenen Instandhaltungshilfsbetrieb, eine Kantine, Schulungsräume und eine Tankstelle für Flugbenzin und Mogas.
Einem breiteren Publikum wurde der Flugplatz durch die Fernsehserie „Die Überflieger“ bekannt, welche im Frühjahr/Sommer 2008 am Flugplatz Stockerau gedreht wurde und im Sommer 2008 jeden Freitag in ORF 1 gesendet wurde.

## Sonstiges
Im September 2015 wurde auf der Startbahn ein adaptierter Motorroller gelenkt vom Stuntfahrer Günter Schachermayr von einem Pkw mit einem Seil mit der Rekordgeschwindigkeit von 185 km/h geschleppt.